# Agrosaurus
Genre
Espèce
Agrosaurus (« lézard dans le champ »), était considéré comme un genre éteint  de dinosaures sauropodomorphes, décrit par Seeley en 1891, à partir de restes fossiles supposés provenir de la côte nord-est d'Australie et être ainsi ceux du premier dinosaure découvert en Australie.
En 1999, il est apparu que ces os appartenaient pour la plupart à Riley et Stutchbury, les inventeurs du genre Thecodontosaurus découvert et décrit en Angleterre en 1836 et avaient été mal étiquetés. Cependant, ce rapprochement avait déjà été fait en 1906 par von Huene qui avait noté « que la matrice rocheuses autour de ces fossiles était extrêmement similaire à celle des brèches à os de Durdham Downs près de Bristol » où avait été découvert Thecodontosaurus, et avait ainsi rebaptisé l'espèce « Thecodontosaurus macgillivrayi ». 
Cette dernière espèce est donc un synonyme junior de Thecodontosaurus antiquus.
Agrosaurus n’étant plus un genre valide, Rhoetosaurus brownei et Ozraptor subutaii deviennent les plus anciens dinosaures australiens.

## Description
- Agrosaurus signifie reptile des champs
- Époque :  Trias (- 225 Ma à - 208 Ma)
- Taille :   2 m de long,  30 cm de haut, 11 kg
- Habitat : Europe
- Régime alimentaire : herbivore ou omnivore

Thecodontosaurus est un sauropodomorphe basal herbivore de petite taille qui possédait un long cou, une petite tête, des pattes munies de griffes et une très longue queue.